# Угорское урочище
Угорское урочище (венгерское урочище) — летописное урочище на правом берегу Днепра в Печерском районе Киева, недалеко от Липок. Место расположения Аскольдовой могилы.
Раскопки на территории урочища обнаружили следы хозяйственной деятельности IX века, а также клад дирхемов, который свидетельствует о заселённости местности в VIII—X столетиях.
По летописной версии «Повести временных лет», во время переселения из Поволжья и Причерноморья на берега Дуная в конце IX века в урочище останавливались венгры (угры, мадьяры): «Идоша угры мимо Киева, горою еже ся нынѣ зоветь Угорское, и пришедше к Днепру, сташа вежами». По замечанию Н. Ламбина, выражение «нынѣ» указывает на обозначение того, чего ещё не было во время описываемого факта. В других списках упоминается не Угорское, а «гости подугорские».
В память об этом событии в 1997 году по проекту Яноша Вига в урочище был установлен памятный знак.
Хотя версия о связи названия с событиям IX века считается преобладающей, существуют, однако, и другие теории происхождения названия этого урочища.
Например, от слова «взгорье» — словосочетания «в горы» (укр. у гори).
Высказывались также мысль о связи названия со слободой, населённой венгерскими купцами.
Также существует версия, что название произошло от старославянского «угр» — крутой землистый берег.
По сведениям, восходящим к византийским источникам, легендарный киевский князь Аскольд принял крещение с именем Николая.
Поэтому в Угорском урочище, где предположительно располагалась его резиденция, была построена церковь Святого Николая.
По этой легенде первая христианская церковь была разрушена Олегом после убийства Аскольда.
Угорское урочище считается местом убийства Аскольда и Дира князем Олегом в 882 году: «приплу подъ Угорьское».
По преданию Аскольд здесь же и был похоронен:
И убили Аскольда и Дира, отнесли на гору и погребли Аскольда на горе, которая называется ныне Угорской, где теперь Ольмин двор; на той могиле Ольма поставил церковь святого Николы; а Дирова могила — за церковью святой Ирины.
Мнения исследователей относительно упомянутого в летописи Ольмы расходятся.
М. М. Карамзин, Д. С. Лихачёв и И. И. Мовчан считают Ольму боярином — современником летописца Нестора, владельцем двора в Угоском урочище, который был хорошо известен киевлянам в начале XII века.
Г. И. Магнер и М. Ю. Брайчевский отождествляют Ольму с Альмошем — полулегендарным вождём венгерских племён.
Наконец, М. П. Максимович, Н. В. Закревский и П. П. Толочко считают, что в этом сообщении речь идет о княгине Ольге, которая после своего крещения построила церковь над могилой первого князя — христианина.
По одной из версий, именно здесь она была первоначально похоронена.
Однако 971 году её сын Святослав разрушил церковь.
И только спустя 19 лет, — в 990 году, Ольгин внук князь Владимир вновь отстроил церковь, а мощи княгини перенёс в Десятинную церковь.
По легенде в 1036 году в Угорском урочище уже был основан женский монастырь.
В урочище (возможно ещё со времен Аскольда) существовал княжеский двор, который с 1151 года был официальной резиденцией Изяслава Мстиславича.
Есть предположение, что княжеский двор, собственно, и был основан Аскольдом (что объясняет почему его убили именно здесь).
С XV века в Угорском урочище существовал Пустынно-Николаевский монастырь, позже переведённый Мазепой на место Николаевского военного собора. В 1809—1810 годах по проекту архитектора А. И. Меленского на этом месте возведена каменная церковь-ротонда. В 1936 году церковь была превращена в парковый павильон, над которым по проекту архитектора Петра Юрченко в 1938 году была надстроена колоннада. С 1990-х годов — действующий храм (УГКЦ), в 1998 году восстановленный в первоначальном виде.
В настоящее время в урочище расположен парк «Аскольдова могила».